# Theodor Apel

Theodor Apel

Guido Theodor Apel (* 11. Mai 1811 in Leipzig; † 20. November 1867 ebenda) war ein deutscher Schriftsteller und Stifter der Apelsteine zum Gedenken an die Völkerschlacht bei Leipzig.

## Leben
Theodor Apel wurde als Sohn des Leipziger Ratsherrn und Dichters August Apel geboren. Als Schüler der Nikolaischule und über die Schulzeit hinaus war er mit Richard Wagner befreundet. Von 1830 bis 1834 studierte Apel Rechtswissenschaft an den Universitäten Leipzig und Heidelberg. 1832 wurde er Mitglied des Corps Saxo-Borussia Heidelberg. Damit war er in Heidelberg in der gleichen Verbindung wie Robert Schumann. Das Studium schloss er mit der Promotion zum Dr. jur. ab.
In Leipzig war Apel zuvor Renonce beim Corps Saxonia Leipzig. Apel setzte sich 1835 mit seiner Unterschrift unter eine Petition für die Wiederzulassung der Studentenverbindungen an der Universität Leipzig ein, wenn auch vergeblich. Das taten weitere Mitglieder des Corps Saxonia auch, die wie er im Umkreis Richard Wagners standen, so Bernhard Nake, Karl Louis Graf von Beust und Karl Allwill Graf von Tecklenburg.
Apel schrieb Dramen sowie lyrische und erzählende Gedichte. Sein Stück Nähkätchen aus dem Jahr 1858 wurde ein Bühnenerfolg.
Theodor Apel besaß das von seinem Großvater Heinrich Friedrich Innocentius Apel erworbene Rittergut Ermlitz bei Schkeuditz, wo er auch lebte. Er war verheiratet mit Marie, geborene Ploß. Nach einem Sturz vom Pferd war er ab 1836 fast völlig blind.

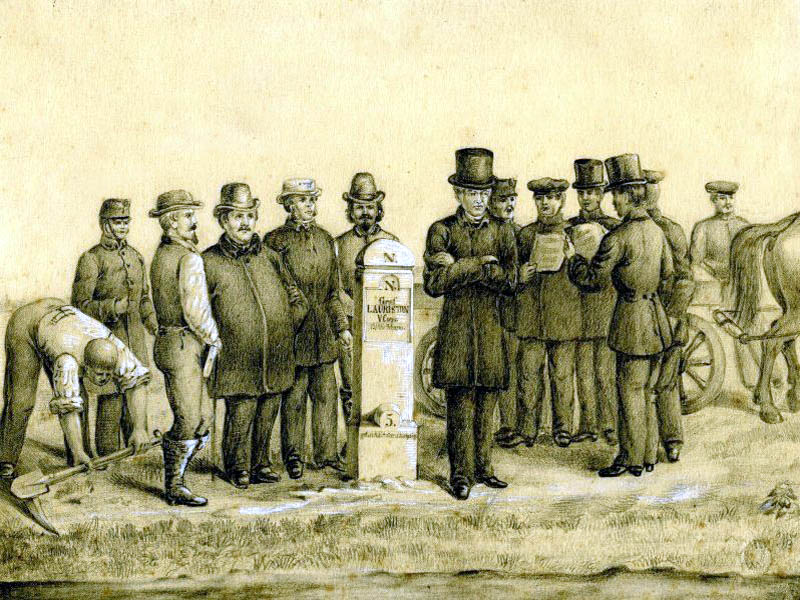
Theodor Apel 1861 bei der Einweihung des Apelsteins Nr. 5

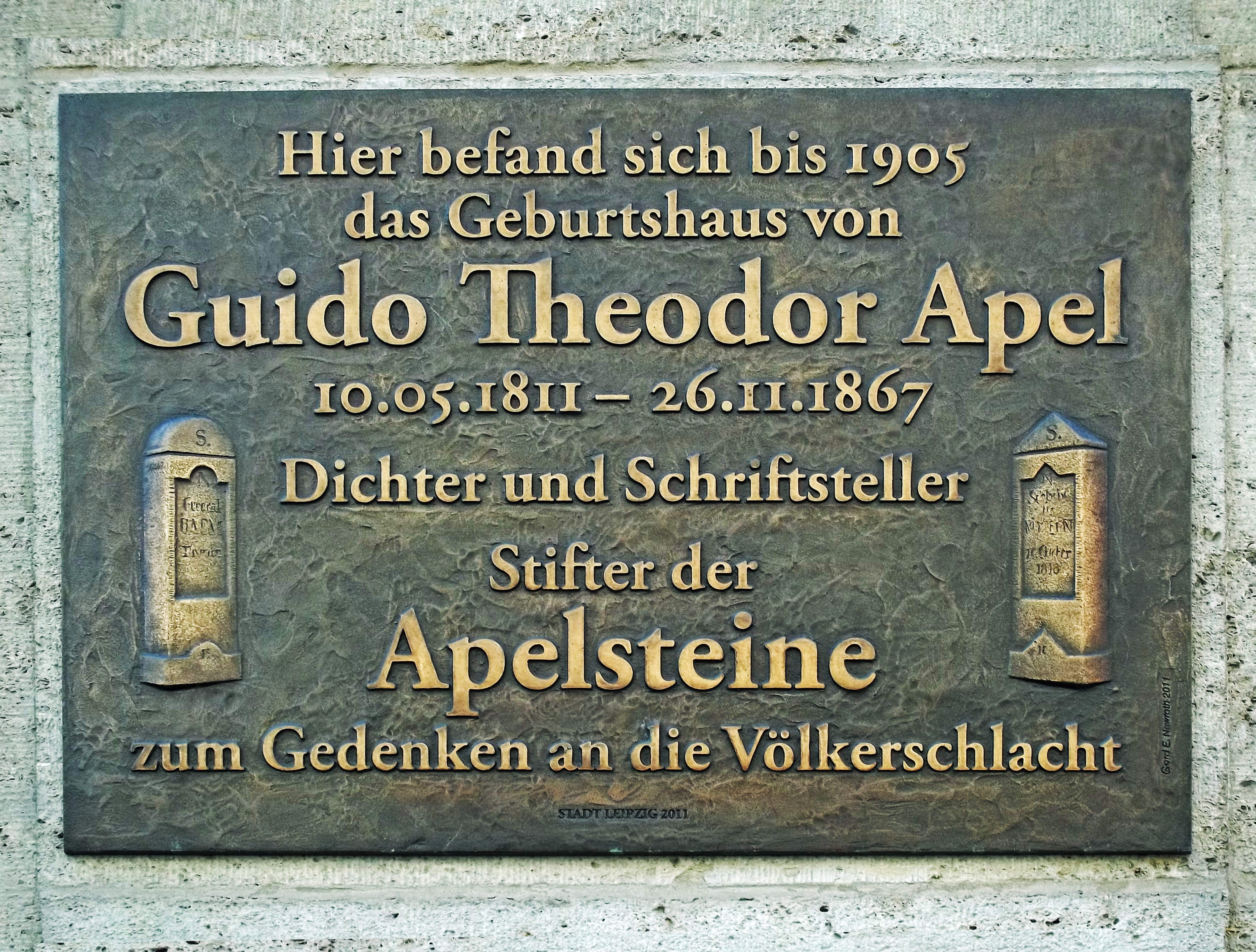
Gedenktafel am Ort des ehemaligen Apelschen Hauses am Neumarkt, Geburtshaus von Theodor Apel in Leipzig

Seit Beginn der 1860er Jahre engagierte sich Apel für das Andenken an die Völkerschlacht bei Leipzig und ließ auf eigene Kosten  44 Denkmale an den Standorten der Truppen in der Schlacht errichten, die sogenannten Apelsteine. Er verfasste auch einen Führer zu diesen Steinen mit Beschreibungen der Heerführer und dem Schlachtenverlauf. Neuere Führer zu den Denkmälern der Völkerschlacht bei Leipzig sind die von Steffen Poser und Reinhard Münch.
Apel saß in Leipzig auch am sogenannten Verbrechertisch, an dem sich der demokratisch und fortschrittlich gesinnte Teil der geistigen Elite der Stadt traf. Apel ist auch auf der Tischplatte mit „Dr. Th Apel“ namentlich erfasst.
Seit 1898 trägt eine Straße in der ehemaligen Petzscher Mark in Leipzig den Namen der in Leipzig über 150 Jahre bedeutenden Familie Apel, die Apelstraße.

## Werke
- Columbus (Schauspiel, vor 1835, Richard Wagner komponiert eine Ouvertüre dazu: WWV 37a)[11]
- Melusine. Gedicht in drei Gesängen. Hinrich, Leipzig 1844. (Digitalisat)
- Der Hausarzt. Lustspiel in 1 Aufzug. Sturm & Koppe, Leipzig 1848.
- Gedichte. Lyrik. Verlag von Wilhelm Jurany, Leipzig 1848.
- Professor Mispel oder der Seele Wiederkehr. Leipzig 1854.
- Günther von Schwarzburg, erwählter deutscher König. Drama. Wigand, Leipzig 1856.
- Nähkätchen. Schauspiel in 3 Aufzügen. Sturm & Koppe, Leipzig 1858.
- Die Tochter des Präsidenten. Schauspiel in 3 Aufzügen. Sturm & Koppe, Leipzig 1855.
- Dichters Liebe und Heimath. Festspiel in 5 Aufzügen zur Jubelfeier 1859. Gieseke & Devrient, Leipzig 1859.
- Führer auf die Schlachtfelder Leipzigs im October 1813 und zu deren Marksteinen. Hoffmann, Leipzig 1863. (Digitalisat)